# Amt Habitzheim
Das Amt Habitzheim (auch: Herrschaft Habitzheim) war ein Amt der Fürsten von Löwenstein-Wertheim und nachfolgend des Großherzogtums Hessen.

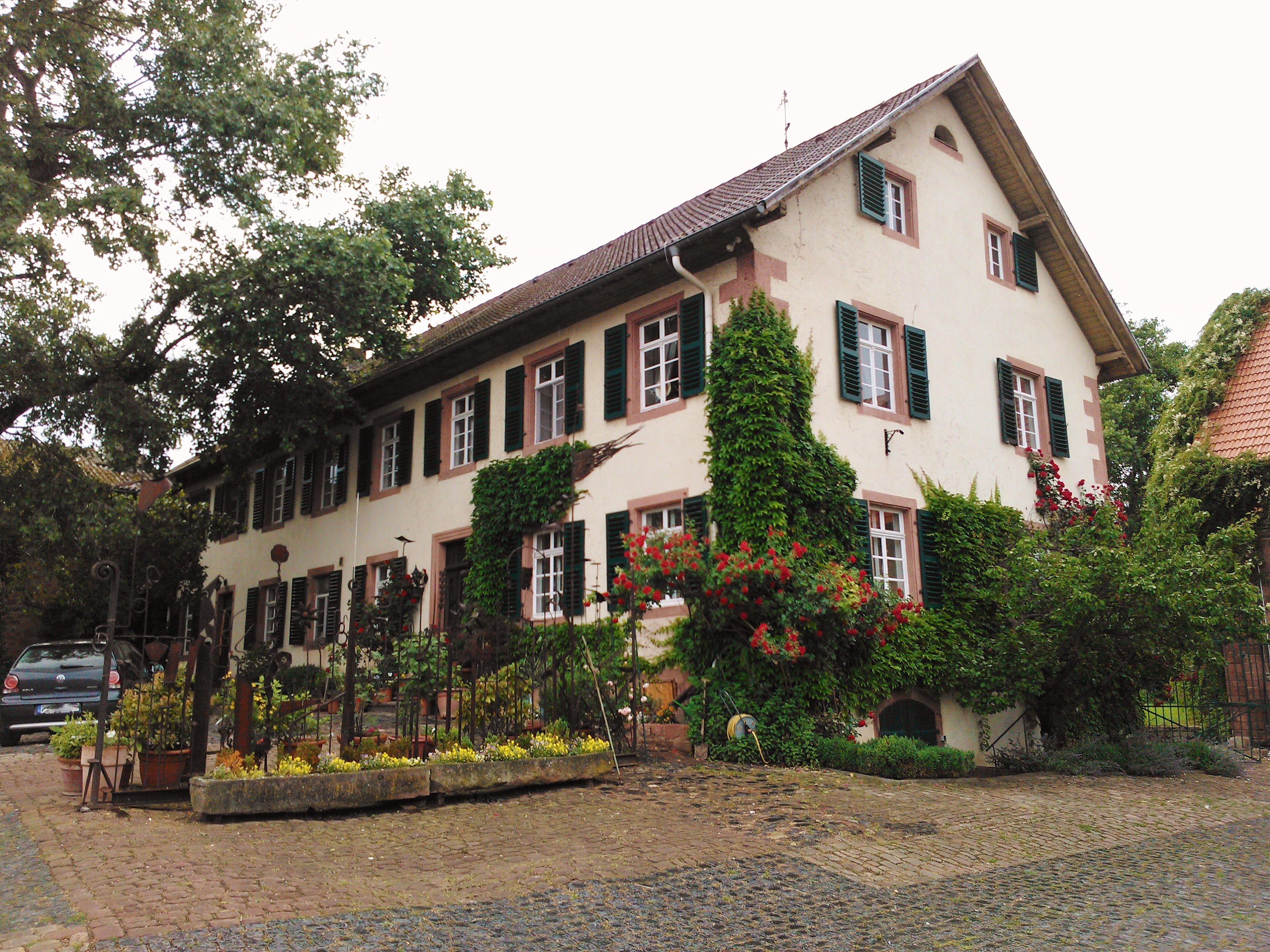
Ehemaliges Amtshaus in Habitzheim

## Funktion
In der Frühen Neuzeit waren Ämter eine Ebene zwischen den Gemeinden und der Landesherrschaft. Die Funktionen von Verwaltung und Rechtsprechung waren hier nicht getrennt. Dem Amt stand ein Amtmann vor, der von der Landesherrschaft eingesetzt wurde. 

## Geografie
Mittelpunkt des Amtes Habitzheim war die ehemalige Wasserburg Habitzheim, heute ein Hofgut. Zu dem Amt gehörten:
- Dilshofen (ursprünglich ein Kondominat zwischen der Landgrafschaft Hessen-Darmstadt und dem Haus Löwenstein-Wertheim[3])
- Birkert, anteilig[4]
- Georgenhausen (von 1482 bis vor 1618),
- Groß-Zimmern[Anm. 1]
- Habitzheim[5],
- Kirch-Beerfurth, anteilig[6],
- Ober-Nauses[7],
- Spachbrücken[8],
- Wüstamorbach[9], heute Wald-Amorbach[10]
- Wiebelsbach, anteilig[11] und
- Zeilhard[12].

## Geschichte

### Im Alten Reich
Im 12. Jahrhundert gehörte der Bereich des späteren Amtes Habitzheim zum Kloster Fulda. Das Kloster vergab es als Lehen an verschiedene Adelsgeschlechter, zunächst an Bickenbach. In Fulda entstand im Rahmen der Territorialisierung das Amt Otzberg, das das Gebiet des späteren Amtes Habitzheim mitumfasste. 1390 verkaufte Abt Friedrich von Fulda das Amt Otzberg an Kurpfalz. Habitzheim war seither pfälzisches Lehen. Mit der Erbteilung des Hauses Bickenbach erhielt die Ältere Linie 2/3 und die Jüngere Linie 1/3 des Amtes Habitzheim. Nach dem Tod von Ulrich I. von Bickenbach (Ältere Linie) erbten Schenk Eberhard VIII. von Erbach und der Graf von Rieneck je ein Drittel. Das Rienecksche Drittel ging an die Grafen von Wertheim über und wurde 1373 an den Pfalzgrafen Rupprecht den Älteren verkauft. Die Jüngere Linie von Bickenbach teilte sich erneut und in der Folge wurde 1/6 des Amtes von diesen ebenfalls an den Pfalzgrafen Rupprecht den Älteren verkauft, der damit die Hälfte des Amtes besaß. 1407 verkaufte Kurpfalz seine Hälfte des Amtes an Schenk Eberhard IX. von Erbach mit dem Vorbehalt des Rückkaufs. Um 1450 ging der Erbachische Besitz an die michelstädtische Linie des Hauses Erbach über. Hans VII. von Erbach erwarb einige Jahre später das letzte Sechstel der Bickenbacher. Damit war das ganze Amt als kurpfälzisches Lehen in Erbacher Besitz. 1482 trat Kurfürst Philipp von der Pfalz das Wiederkaufsrecht am Amt Habitzheim an Ludwig I. von Löwenstein ab, der dieses Recht einlöste. Im Landshuter Erbfolgekrieg eroberte Hessen das Amt und gab eine Hälfte davon an Schenk Eberhard von Erbach zu Lehen. 1528 verkaufte dieser die Hälfte erneut an Löwenstein. Damit war Habitzheim erneut in eine Hand.
Anfang des 16. Jahrhunderts residierten die Grafen auf der Burg in Habitzheim, später war hier der Sitz des Amtmannes. Zweimal im Laufe der folgenden Jahrhunderte wurde den Löwensteinern die Herrschaft infolge kriegerischer Ereignisse von den Landgrafen von Hessen-Darmstadt kurzfristig abgenommen.

### In Hessen
Mit der Rheinbundakte kam 1806 das endgültige Ende der Selbständigkeit der Fürsten von Löwenstein-Wertheim-Rochefort (später: -Rosenberg). Das Amt Habitzheim wurde dem Großherzogtum Hessen zugeschlagen. Die Fürsten von Löwenstein-Wertheim waren aber nun Standesherren mit einer Reihe von Vorrechten in ihrem Amt Habitzheim, die dort auch die staatliche Hoheit des Großherzogtums beschränkten. Außerdem war der Senior des Hauses automatisch Mitglied der ersten Kammer der Hessischen Landstände. Ab 1820 kam es zu einer Justiz- und Verwaltungsreform im Großherzogtum, mit der auch die Trennung der Rechtsprechung von der Verwaltung auf unterer Ebene umgesetzt wurde. Die Ämter wurden aufgelöst, ihre Aufgaben hinsichtlich der Verwaltung neu gebildeten Landratsbezirken, die erstinstanzliche Rechtsprechung Landgerichten übertragen. 1822 wurde nach einer entsprechenden Abmachung zwischen dem Staat und den Standesherren auch das Amt Habitzheim aufgelöst.

## Recht
Im Amt Habitzheim galt das Pfälzische Landrecht von 1582, erneuert 1610, als Partikularrecht. Darüber hinaus galt das Gemeine Recht, soweit das Pfälzische Landrecht für einen Sachverhalt spezielle Regelungen nicht enthielt. Dieses Sonderrecht behielt seine Geltung auch im gesamten 19. Jahrhundert während der Zugehörigkeit des Amtes und seiner Rechtsnachfolger zum Großherzogtum Hessen und wurde erst zum 1. Januar 1900 von dem einheitlich im ganzen Deutschen Reich geltenden Bürgerlichen Gesetzbuch abgelöst.